# Slaget om Buqqar-højderyggen
Slaget om Buqqar-højderyggen fandt sted den 27. oktober 1917 da et infanteriregiment og kavaleri fra Yildirim armégruppen angreb 8. beredne brigade fra det egyptiske ekspeditionskorps (EEF) på en af de sidste dage i Dødvandet i sydlige Palæstina under Felttoget i Sinai og Palæstina i 1. Verdenskrig.
Den øverstkommanderende for Yildarim armégruppen gav ordre til en storstilet rekognoscering med en styrke som langt overgik den beredne britiske brigade, som holdt forpostlinjen. Trods et stort antal tab foretog en gruppe en mindre tilbagetrækning for efterfølgende at holde stand, indtil der kom forstærkninger og angriberne trak sig tilbage. Men en anden bereden gruppe blev løbet over ende og nedkæmpet.
Fire dage senere indledte to infanteri og to beredne divisioner ekspeditionsstyrkens offensiv i det sydlige Palæstina med slaget om Beersheba den 31. oktober 1917.

## Baggrund
I løbet af de seks måneders dødvande efter det Andet slag om Gaza havde el Buqqar-højderyggen været genstand for ørkenkolonnens strategiske marcher den 5.-7. og 10. maj samt 2.-3., 6.-7. og 24.-25. juni. Den 19. juli rykkede den beredne Anzac division sammen med den beredne australske division frem mod el Buqqar for at angribe en osmannisk styrke på to regimenter kavaleri støttet af infanteri og fire lette kanoner, som holdt området besat. 1. lette beredne brigade angreb styrken og to 11 fanger inden den osmanniske styrke trak sig tilbage til befæstninger. En af fangerne beskrev styrken som en del af den osmanniske 16. division, som havde beskyttet en ny korpschef, mens han foretog en personlig rekognoscering. Den følgende morgen var området tømt for osmanniske tropper. Osmanniske patruljer blev slået på flugt fra el Buqqar-højderyggen den 21. og 29. september, og den 12.–14. oktober. Den 2. lette beredne brigade overtog opgaven som forpostbrigade fra 5. beredne brigade den 16. oktober, hvor det blev bemærket at daggry var kl. 5 og skumring kl. 17.30.
Den 18. oktober blev dagposterne fra 3. lette beredne brigade afløst af 4. beredne brigade kl. 9. Den beredne australske division med 7. beredne brigade tilknyttet skulle dække en rekognoscering udført af officerer fra 21. korps. Kl. 11.50 holdt 7. beredne brigade en linje øst for Khalasa til Ibn Saiid, 4. lette beredne brigade holdt punkterne 840, 820, 810, 790 og 770 mens 5. beredne brigade hold punkterne 730, 630, 550 og 300, med den beredne australske divisions hovedkvarter i Khor el Asram og 3. lette beredne brigade i reserve. Der var ingen modstand under etableringen af denne linje, og de osmanniske enheder var rent faktisk "meget stille hele dagen, mere end ved nogen anden rekognoscering". Kl. 14.10 blev osmannisk infanteri og kavaleri set ved Abu Irgeig og Notts batteriet gik i aktion mod dem, da to klokke-telte ved Irgeig jernbanestationen blev ramt. Forpostlinjen trak sig tilbage kl. 17.30 uden episoder.

## Optakt
Mens 21. korps fortsat holdt fronten syd for Gaza, som strakte sig østpå fra Middelhavet, holdt 20. korps og det beredne ørkenkorps fronten fra Wadi Ghazzeh og østpå. Den 21. oktober lå 20. korps 60. division i området omkring Shellal og Karm med 53. division til venstre for dem, mens fronten fortsatte ind i ingenmandsland, hvor den blev forsvaret af den beredne australske division med base i Tel el Fara og med den beredne Anzac division i reserve ved Abasan el Kebir. I løbet af aftenen den 21. oktober blev 179. brigade fra 60. division og 2. lette beredne brigade fra den beredne Anzac division rykket ned ad Wadi Ghazzeh til Esani, for at udvikle vandforsyningen som forberedelse til fremrykningen mod Beersheba.

### Osmanniske angreb den 23. oktober
Klokken 5 om morgenen rykkede en eskadron af Royal Gloucestershire Hussars (RGH), fra 5. beredne brigade, frem for at genbesætte el Buqqar fra punkt 720 til Kh Imleih og punkt 630 da de mødte en eskadron osmanniske soldater, som holdt el Buqqar, mens en anden eskadron med støtte fra maskingeværer holdt 720. Mellem 5.30 og 6 blev seks køretøjer med otte fjendtlige besætningsmedlemmer set ved punkt 720, hvorfra de trak sig tilbage da rytteriet ankom. Den forreste trop fra RGH blev angrebet i flanken af tre osmanniske tropper da de nærmede sig punkt 720. Under dette angreb blev en mand taget til fange, da hans hest faldt.
De osmanniske soldater trak sig tilbage fra el Buqqar kl. 6, da de blev truet af et angreb fra ryttere i flanken og af maskingeværild. Kl. 7 blev den osmanniske eskadron, som holdt punkt 720 og skyttehuller også tvunget tal at trække sig tilbage af et "veludført" angreb fra to eskadroner af Gloucester og Warwickshire Yeomanry, dækket af en sektion af hestartilleri. Den forreste yeomanry trop nåede punkt 630, lige inden en eskadron osmanniske soldater gik til angreb. De osmanniske angribere blev drevet tilbage fra nært hold med riffelild og beskydning fra et Hotchkiss M1914 maskingevær. Samtidig med at de osmanniske angribere trak sig tilbage erobrede en yeomanry trop Imleih højderyggen, men blev straks angrebet af tre osmanniske tropper fra Wadi Hanafish. Dette osmanniske angreb blev også stoppet på nært hold af beskydning fra rifler og maskingevær. Begge disse angreb havde været dækket af osmannisk artilleribeskydning med højeksplosive og shrapnel granater i retning fra Abu Irgeig og nord for Bir Ifteis. De osmanniske enheder led mindst 17 dræbte og sårede, mens det britiske rytteri havde seks sårede og en savnet.
Yderligere to osmanniske eskadroner blev set i bevægelse sydøst for el Buqqar mod Khor el Asram også kl. 5 og en patrulje fra 2. lette beredne brigade fr Khor el Asram blev beskudt af osmanniske soldater, som havde besat en højderyg 13 km nord for punkt 680. Under disse operationer fortsatte osmanniske soldater med at holde en linje fra punkt 820 til Bir Ifteis, mens den venstre sektor af den beredne australske front forblev rolig.

### 23. - 24. oktober, den permanente forpostlinje
I slutningen af oktober 1917 var ekspeditionsstyrkens forpostlinje blevet trængt frem til en linje, som bestod af lave bakker med udsigt til Wadi Hanafish. I stedet for kun at blive forsvaret om dagen blev linjen permanent fra kl. 17 den 24. oktober, hvorefter den blev forsvaret dag og nat for at dække bygningen af jernbanen til Karm da den nærmede sig Imara. Denne forpostlinje, som var etableret for at forhindre osmannisk feltartilleri fra at beskyde byggeholdene ved jernbanen, strakte sig fra el Buqqar gennem punkt 720 og 630 til punkt 550. Det blev bemærket, at det var mest sandsynligt, at angreb ville forekomme ved daggry, hvor el Buqqar linjen skulle foretage en drejning. Hvis et sådant angreb lykkedes skulle den osmanniske styrke fordrives ved et øjeblikkeligt modangreb, og hvis modangrebet ikke lykkedes, så skulle alle disponible enheder bidrage til et planlagt og omhyggeligt arrangeret angreb med beredne enheder støttet af infanteri og artilleri fra el Imara og Esani.

### 24. til 26. oktober
Den 24. oktober samledes den 53. division sig mellem Hisea og Shellal ved Wadi Ghazzeh i centrum af linjen. Den følgende nat krydsede 158. brigade Wadi Ghazzeh for at komme til El Imara da den forlængede sin højre fløj til Tel el Fara - Beersheba vejen og dækkede byggeriet med at forlænge jernbanen til Karm.
Den 25. oktober afløste 4. lette beredne brigade den 3. lette beredne brigade på forpostlinjen, hvor 11. lette beredne regiment holdt linjen fra el Buqqar til og med punkt 600. I løbet af aftenen forlod den beredne newzealandske riffelbrigade El Fukhari på et natlig march til Esani 25 km borte. Brigade forblev i området i tre dage og støtte yeomanry styrken og var eskorte for kameltog.
Om aftenen den 26. oktober var den beredne australske division ved Tel el Fara, hvor den holdt fronten fra Shellal til Gamli med den beredne Anzac division i reserve ved Abasan el Kebir. Kamelbrigaden lå ved Shellal, 20. korps lå samlet nær Shellal, mens den beredne Yeomanry division var samlet nær Hiseia og Shellal.

### Angribere
General Erich von Falkenhayn, som havde kommandoen over Yildirim armegruppen, planlagde et totrins angreb, som skulle begynde med en storstilet rekognoscering fra Beersheba den 27. oktober. Den skulle følges op med et angreb om morgenen den 31. oktober med 8. armé fra Hareira.
Den storstilede rekognoscering blev udført af 3.000 mand osmannisk infanteri, 1.200 kavaleri og 12 kanoner, som rykkede fra Kauwukah stillingerne foran Tel el Sheria for at angribe ekspeditionsstyrkens forpostlinje. Disse tropper var organiseret i seks infanteribataljoner, to kavalerieskadroner og to artilleribatterier. De var fra 125. regiment i 16. division fra Tel esh Sheria og tropper fra 3. kavaleridivision i Beersheba, som var under kommando af İsmet Bey og omfattede et infanteriregiment fra 27. division og 125. feltartilleribatteri. 3. kavaleridivision havde kæmpet i Kaukasus, bevæbnet med lanser, inden den blev overført til Palæstina.

### Forsvarere
8. beredne brigade fra den beredne Yeomanry division), som midlertidigt var tilknyttet 53. division, afløste 4. lette beredne brigade kl. 17.25 den 26. oktober da de overtog den 22 km lange forpostlinje, som dækkede jernbanebyggeriet til Karm.
Denne linje forløb fra el Buqqar, til Hill 720 og videre til Hill 630, strakte sig langs Wadi Hanafish og Wadi esh Sheria til et punkt syd for El Mendur. Det meste af den venstre del af linjen, som strakte sig mod nord, var let forsvaret af stående patruljer med stærk støtte bagfra fra en forskanset infanteribrigade fra 53. division. Men den 5 km lange sektion til højre fra el Buqqar til vest for Bir Ifteis "skulle holdes for enhver pris", kun med støtte fra hestartilleriets Hants batteri. Om morgenen den 27. oktober blev denne forpostlinje fra el Buqqar til Hill 630 forsvaret af 1. County of London Yeomanry til højre med støtte af 21. maskingeværeskadron, 3. County of London Yeomanry til venstre med City of London Yeomanry (Rough Riders) i reserve nordvest for Kh. Khasif. En afsiddet eskadron af regimentet forsvarede Hill 630, tre tropper holdt Hill 720, og posten på el Buqqar var også bemandet.
I løbet af dagen blev de forstærket med 3. lette beredne brigade fra den beredne australske division med 12. lette pansrede motorbatteri, 158. og 160. brigade fra 53. division 229. brigade fra 74. division, ledsaget af 96. tunge artillerigruppe (undtagen fire batterier) og det britiske "A" batteri fra 117. feltartilleribrigade.

## Slaget

### Punkt 630
Lørdag den 27. oktober kl. 4.10 blev en post, som blev forsvaret af 1. County of London Yeomanry, vest for Bir el Girheir på punkt 630 angrebet af en osmannisk kavaleripatrulje "af stor styrke". Omkring kl. 5.30 angreb infanteri og kavaleri, som af et rekognosceringsfly fra Royal Flying Corps blev skønnet til at være på 2.000 mand, forpostlinjen, og blev stærkt involveret på punkt 630, hvor angrebet på begge flanker blev støttet af kraftig maskingevær og artilleribeskydning. Kl. 6.48 rapporterede 8. beredne brigade at osmanniske enheder angreb punkt 630 og en bakke 2,5 km mod sydøst mens en infanteribataljon fra 158. brigade (53. Division) rykkede frem mod punkt 630, med en bataljon og et batteri ved Sebil/punkt 550. To tropper af 1. County of London Yeomanry, som var beordret frem til højre for posten, rykkede frem gennem kraftig beskydning og kunne konstatere, at posten var næsten omringet. En reserveeskadron af City of London Yeomanry rykkede frem, også under kraftig beskydning, for at besætte en stilling 200 meter syd for den truede stilling og forhindrede de osmanniske styrker i helt at omringe den. Kl. 7.55 blev to eller flere kamelbårne kanoner set på vej mod punkt 630 fra Bir Ifteis mens yeomanry garnisonerne på punkt 630 fortsatte med at stå fast. Men, da forstærkninger, heriblandt infanteri, kæmpede sig vej frem for at undsætte punkt 630 blev de omkring kl. 10.30 kraftigt beskudt, hvilket fik forstærkningerne til at falde tilbage. Omkring kl. 10.55 begyndte infanteriangrebet at udvikle sig op ad skråningerne af punkt 630.
Selv om garnisonen, der forsvarede punkt 630, blev fordrevet trak eskadronen sig tilbage til en korsformet skyttegrav lige under toppen af bakken, som var blevet bygget af den beredne australske division. Det lykkedes eskadronen at holde ud her i løbet af dagen, selv om de var i undertal 20:1 da angriberne nåede ind på 35 meters afstand, hvilket forårsagede fire døde og fjorten sårede blandt det britiske yeomanry. Kampen fortsatte til sent på eftermiddagen hvor 159. brigade fra 53. division blev indsat mod punkt 630 og Kh. Imeih, hvilket tvang de osmanniske angribere til at trække sig tilbage.

### Punkt 720
Ligeledes omkring kl. 4 blev de to tropper, som bemandede posten i højre side nord for el Buqqar halvvejs til Kh Imleih, angrebet at flere osmanniske eskadroner, som kom fejende rundt om deres højre side, hvilket tvang Hants batteriet nær Kh. Khasif til at trække sig tilbage. Kraftig riffel- og maskingeværbeskydning og indimellem artilleri granater blev der meldt kl. 6.55 mod yeomanry garnisonen på el Buqqar højderyggen og kl. 7.55 holdt de fast på punkt 720. 3. lette beredne brigade (australske beredne division) blev kl. 8.20 beordret til straks at rykke til østbredden af Wadi Ghuzzee ved Gamli og blev underlagt 53. division da de lette ryttere skulle bistå 8. beredne brigade i at holde punkt 720 indtil infanteriforstærkninger ankom omkring kl. 13. To timer senere, da en infanteribrigade, to eskadroner kavaleri og to batterier artilleri angreb osmanniske styrker, som var på vej mod punkterne 720 og 630 blev de udsat for kraftigt bombardement kl. 10.30, hvilket gik forstærkningerne til at falde tilbage; men den oprindelige garnison på punkt 720, som ikke havde været i kontakt siden kl. 6, fortsatte med at holde stillingen, selv om den var omtrent omringet.
Angrebet på punkt 720 med 1.200 osmanniske kavalerister blev støttet af maskingeværer og artilleri. Efter seks timer og to forgæves kavaleriangreb lykkedes det en blandet styrke af kavaleri og infanteri at erobre bakken i et tredje angreb. Alle forsvarerne blev dræbt eller såret, bortset fra tre. Imens 9. lette beredne regiment (3. lette beredne brigade) kæmpede sig frem mod el Buqqar og punkt 720 rapporterede 8. beredne brigade pr. telefon til den beredne australske divisions hovedkvarter, at fremrykningen af infanteribrigaden mod punkt 720 var i gang, men at garnisonen på punkt 720 formentlig var blevet udslettet, da osmanniske soldater blev set i ridt over toppen af bakken.
12. let pansrede motor batteri blev beordret til at støtte 3. lette beredne brigades fremrykning mod punkt 720. Klokken 14.10 blev 9. lette beredne regiment meldt under fremrykning med dens højre fløj ved vejkrydset ved Taweil el Habari og den venstre ved El Buqqar, med to eskadroner af 10. lette beredne regiment indenfor synsvidde på deres højre side vendt mod øst. Da 9. lette beredne regiment var blevet opholdt af maskinegevær beskydning fra punkt 820 kl. 13.45, kom 1/1. Nottinghamshire Royal Horse Artillery til indsats mod den osmanniske beskydning. 3. lette beredne brigade rapporterede kl. 14.37 til den beredne australske division at osmanniske styrker holdt punkt 720 over en 1½ km lang front "i styrke". Kl. 15.05 var 9. lette beredne regiment, afpasset til infanteriets bevægelser, rykket frem til under 1½ km fra punkt 720. Kl. 8.35 var det forventet, at yderligere infanteriforstærkninger skulle ankomme kl. 13, men de ankom først kl. 16.35 da 229. brigade (74. division) blev rapporteret under fremrykning på venstre flanke af 3. lette beredne brigade, hvilket afstedkom betydelige osmanniske bevægeler på punkt 820. Kl. 17.10 blev osmannisk stilling på punkt 820, der blev forsvaret af fire maskingeværer og 400 infanteri, rekognosceret af de pansrede biler, der var tilknyttet det lette rytteri. De kørte til lige øst for korsvejen øst for el Buggar, og rapporterede 53. divisions indsættelse af 159. brigade mod punkt 630 og Kh. Imleih, 160. brigade mod punkt 720 og 229. brigade mod el Buqqar højderyggen. Kl. 18 holdt 8. beredne brigades reserveregiment stadig linjen, da 3. lette beredne brigade med støtte fra 1/1. Nottinghamshire hestartilleri angreb sammen med to infanteribrigader fra 53. division mod de osmanniske styrker, som trak sig tilbage i løbet af aftenen. Det britiske yeomanry havde 24 dræbte og 53 sårede, mens 10 savnedes. Kl. 18.50 rapporterede 9. lette beredne regiment, at deres patrulje var nået til punkt 720 og havde fundet 14 døde yeomanry soldater, at de osmanniske styrker havde gravet betydelige skyttegrave i områet og at 53. division endnu ikke var nået frem til dem.
En officerspatrulje fra 9. lette beredne regiment konstaterede kl. 18, at den osmanniske styrke havde trukket sig tilbage fra deres stillinger på punkt 720, hvilket gjorde det muligt for de allierede styrker at genbesætte El Buggar højderyggen uden yderligere tab. Om aftenen afløste 229. brigade 3. lette beredne brigade kl. 20.10.

## Efterspil
8. beredne brigade sluttede sig igen til den beredne Yeomanry division den 28. oktober, 3. lette berednebrigade ankom tilbage i lejren ved midnat.
Enheder fra det egyptiske arbejdskorps rykkede frem fra Shellal for at færdiggøre vandledningen til Karm og afdække deres camouflerede arbejde på jernbanen øst for Wadi Ghuzzee. De færdiggjorde jernbanen til Karm den 28. oktober hvor stationen blev åbnet, to dage inden planlagt.
Den 30. oktober var samlingen af ekspeditionsstyrkens styrke færdig forud for angrebet på Beersheba den følgende dag.
Von Falkenhayn beordrede 8. armé til at indlede et angreb fra Hareira "sydpå" den 31. oktober. Størrelsen af styrken, og dens mål, kendes ikke og chefen for 8. armé Kress von Kressenstein omtaler heller ikke angrebsordren.

## Fodnoter
1. ↑  Falls hævder, at 8. beredne brigade var en del af den beredne australske division, men ifølge hans slagorden for oktober 1917 var brigaden en del af den beredne Yeomanry division. [Falls 1930 Vol. 2 pp. 37–8, p. 661]
2. ↑  Den 22 km lange forpostlinje er blevet beskrevet som ikke helt at nå til Wadi esh Sheria og slutte ved Hill 630. [Preston 1921 p. 21]
3. ↑  Mens de var ved Esani den 27. oktober, rapporterede en patrulje fra den beredne Anzac division, at den hørte kraftig skydning nordøst for Esani kl. 6.15. [Anzac Mounted Division War Diary October 1917 AWM4-1-60-20]
4. ↑  Major Alexander Malins Lafone 1. County of London Yeomanry, vandt et posthumt Victoria Cross for at opmuntre sine folk til at modstå det osmanniske angreb.
5. ↑  Et kort i målestok 1:20.000 over området ved El Buggar højderyggen kan findes på Australian Light Horse Studies Centre Arkiveret 11. august 2011 hos  Wayback Machine og maps of the El Buqqar Ridge area Arkiveret 17. juli 2011 hos  Wayback Machine.

## Eksterne kilder
- Australian Light Horse Studies Centre Arkiveret 11. august 2011 hos  Wayback Machine- El Buggar Ridge extracts

31°12′12.96″N 34°32′6.35″Ø / 31.2036000°N 34.5350972°Ø